# Gadingan (Jangkar)
Gadingan is een bestuurslaag in het regentschap Situbondo van de provincie Oost-Java, Indonesië. Gadingan telt 1747 inwoners (volkstelling 2010).